# NGC 325
NGC 325 est une galaxie spirale située dans la constellation de la Baleine. NGC 325 a été découverte par l'astronome allemand Albert Marth en 1864.

## Caractéristiques
Sa vitesse par rapport au fond diffus cosmologique est de 5 163 ± 23 km/s, ce qui correspond à une distance de Hubble de 76,2 ± 5,3 Mpc (∼249 millions d'al).
À ce jour, sept mesures non basées sur le décalage vers le rouge (redshift) donnent une distance de 93,243 ± 9,070 Mpc (∼304 millions d'al), ce qui est tout juste à l'extérieur des valeurs de la distance de Hubble.